# Heinrich von Plauen
Heinrich von Plauen (Vogtland, 1370 – Castle of Lochstädt, 1429) a Német Lovagrend 27. nagymestere, Marienburg (Malbork) védője. Családilag kapcsolatban állt Heinrich Reuss von Plauen későbbi nagymesterrel.

## Élete
Türingiából származott. Egyik rokona, akit szintén Heinrichnek hívtak, tagja volt ugyanúgy a Német Lovagrendnek. Kettejüket úgy különböztették meg, hogy az idősebb Plauen viselte a der Ältere (az Idősebb) melléknevet, míg az ifjabbik volt a der Jungere (az Ifjabb).
1390-ben lett tagja a lovagrendnek. 1402-ben komturi címet kapott és Nessau (Nieszawa), 1407-től pedig Schwetz (Świecie) komturja volt.
1409-ben, mikor kitört a Lengyel–litván unióval a Nagy Háború, a nagymester, Ulrich von Jungingen a fővárost Marienburgot Plauenre bízta.
1410. július 16-án befutott a hír, hogy Grünwaldnál II. (Jagelló) Ulászló megsemmisítette a lovagrend seregét és a nagymester is elesett a csatában. Sietve meg kellett szervezni a védelmet, erre volt is ideje, mert a lengyeleknek a nagy csata után rendezniük kellett soraikat és a győzelmüket ünnepelték.
Plauen amennyire lehetett, megerősítette a Máriavár kastélyt. Július 18-án megérkezett a lengyel-litván sereg a főváros és a vár alá. Soraikban számos cseh, orosz, tatár és román is harcolt. Plauen kb. 4000 ember élén (amelyek többségében Pomerániából átcsoportosított rendi katonák voltak) védelmezte több mint egy hónapig a várat, végül sikerült elérnie, hogy a lengyel király feladja az ostromot.
Közben megválasztották nagymesterré, ebben nagy szerepe volt a grünwaldi csatából megmenekült Werner von Tettingernek. 
További vereségei miatt békét kötött 1411-ben Lengyelország-Litvániával, amely területileg előnyös volt a lovagrendre nézve, hisz csak a litván Szamogitiát és a lengyelek lakta Dobrzyńt és vidékét kellett feladni.
A lovagrend veresége ellenben komoly hatással volt a gazdaságra és a politikára, mely lassú hanyatlást indított el.
Igen heves vita támadt a nemesség és a városok frakcióival a háború folytatását illetően. Plauen igyekezett lecsillapítani a kedélyeket, s reformokkal akarta megerősíteni a hanyatló félben levő lovagrendet, melyre Grünwald emléke oly sötéten tornyosult.
Plauen reformjai a pénzügy és belső közigazgatás felé irányultak. Azonban csak néhány intézkedését volt képes véghez vinni, s azok is sikertelenek maradtak. A nagykáptalan, mely a nagymester ellenőrző és tanácsadó testülete volt, megvétózta reformkezdeményezéseit. További kísérletei miatt 1413-ban letették a nagymesteri székből és helyébe Michael Küchmeister von Sternberget választották, aki két újabb vesztes háborúba vitte a lovagrendet (1414, 1422).
Plauen 1429-ben halt meg Lochstädtban (ma Pavlovo, Oroszország, Kalinyingrád mellett). Uralkodása alatt építették a máriavári kastélynak az ún. „elővárát” a hatékonyabb védelem érdekében.
| Előző uralkodó: Ulrich von Jungingen | A Német Lovagrend nagymestere 1410 – 1414 | Következő uralkodó: Michael Küchmeister von Sternberg |

1. 1 2  CERL Thesaurus (angol nyelven). Consortium of European Research Libraries. (Hozzáférés: 2019. június 12.)
2. ↑  Library of Congress Authorities (angol nyelven). Kongresszusi Könyvtár. (Hozzáférés: 2019. június 12.)
3. ↑  Német Nemzeti Könyvtár: Integrált katalógustár (Németország) (német nyelven). Integrált katalógustár (Németország) . (Hozzáférés: 2019. június 12.)
4. ↑  MAK (lengyel nyelven)
5. ↑  MAK (lengyel nyelven)